# Maniacs (schweizerische Band)
Maniacs waren eine Punkrock- und Garagenrock-Band aus Genf, die von etwa 1982 bis 1998 existierte, mehrere international vertriebene Alben veröffentlichte und in ganz Europa ausgiebig tourte. Sie gehören neben The Needles zu den bekanntesten Bands aus der Romandie.
Ur-Mitglieder waren Alain Croubalian (Gesang, Bass), Alexandre Jacques (Gesang, Gitarre), Stephane Reynaud (Schlagzeug) und Thierry Sartoretti (Gitarre). Zur wechselnden Besetzung der Gruppe gehörten während längerer Zeit auch Jerôme Estèbe (Gitarre), Jili Morsia (Bass), Hafid Zerhouni (Schlagzeug) und Patrick Peray (Mundharmonika, Gitarre).
Die ersten Aufnahmen wurden produziert vom Briten Robin Wills (Barracudas), das Album Can also use fruit vom Schweden Four-Eyed Thomas (Produzent auch von The Nomads). Im Laufe der Jahre lösten sich die Maniacs vom Punk- und Garagerock, es kamen Einflüsse von Hardcore, Grunge, aber auch von Country und Blues zum Tragen. Dies ist gut hörbar bei Hog Wild, das in Memphis von James Luther Dickinson (u. a. Rolling Stones, Ry Cooder, Green on Red, The Replacements) produziert wurde.
1997 verschmolzen die Maniacs schliesslich ihren Rock mit dem ägyptischen Folk der Gruppe Sharkiat aus Kairo. Mit Sharkiat gemeinsam tourten sie 1998 auch gemeinsam in Europa und spielten auch in Kairo.
Alain Croubalian war Kopf der Folk-Punk-Gruppe Dead Brothers und machte Musik für das Theater (2003/4 Wilhelm Tell im Schauspielhaus Zürich, 2005 Dreigroschenoper am Theater Basel), Croubalian trat auch solo als Le Cowboy Fantôme auf (das erste Programm verschmolz Der Fliegende Holländer mit Country-Blues, am 6. Juli 2010 feierte das zweite Programm Premiere: "plays Frankenstein").
Am 7. und 8. Dezember 2012 sang Croubalian erstmals seit 1998 Maniacs-Songs live: In Genf und Fribourg spielte er im Trio mit Daniel Gautier (The Needles) und Robin Wills (The Barracudas) ein kurzes "Greatest Hits"-Set.

## Diskografie
- 1997: Maniacs vs. Sharkiat – Don't Climb the Pyramids (Barraka)
- 1994: Choose (150 BPM)
- 1993: Hog Wild (Squatt)
- 1991: 69 (Stop It Baby)
- 1989: Live at Budokan (Stop It Baby)
- 1988: Can Also Use Fruit (Stop It Baby/Vielklang)
- 1987: Bring Back the Night (Madrigal, Mini-LP)
- 1986: Maniacs (Phantasmagoria in Tow, Maxi-Disc)